# Tetreres sandraae
Tetreres sandraae är en ringmaskart som beskrevs av Kirtley 1994. Tetreres sandraae ingår i släktet Tetreres och familjen Sabellariidae. Inga underarter finns listade i Catalogue of Life.